# Calycogonium
Calycogonium é um género botânico pertencente à família Melastomataceae.